# Carmen Picazo
María del Carmen Picazo Pérez (Albacete, 1975) es una abogada y política española, líder de Ciudadanos (Cs) en Castilla-La Mancha. Fue diputada autonómica y portavoz del grupo parlamentario de Ciudadanos en las Cortes de Castilla-La Mancha. También es miembro de la Ejecutiva Nacional de Ciudadanos. Fue la candidata de Ciudadanos a la presidencia de Castilla-La Mancha en las elecciones autonómicas de 2019 y 2023 y entre 2015 y 2019 fue concejala y portavoz del partido en el Ayuntamiento de Albacete.

## Biografía
Nació en 1975 en Albacete. Estudió Derecho en la Facultad de Derecho de Albacete de la Universidad de Castilla-La Mancha.
Abogada en materia civil, penal, administrativa y laboral, se colegió en 2001 en el Ilustre Colegio de Abogados de Albacete y está adscrita al turno de oficio desde 2004. Desde 2012 es administradora concursal y desde 2013 mediadora civil y mercantil. 
En 2013 se afilió a Ciudadanos, siendo una de las creadoras de la agrupación en Albacete. Entre 2015 y 2019 fue concejala y portavoz de Ciudadanos en el Ayuntamiento de Albacete. También fue secretaria de Acción Institucional de Ciudadanos en Castilla-La Mancha hasta 2020. 
El 9 de marzo de 2019 ganó las primarias de Ciudadanos a la presidencia de la Junta de Comunidades de Castilla-La Mancha con el 94,42 % de los votos, siendo, de esta forma, la candidata del partido en las elecciones autonómicas de 2019, quedando en tercer lugar y obteniendo por primera vez cuatro diputados en el parlamento autonómico. El 19 de junio tomó posesión como diputada en las Cortes de Castilla-La Mancha y fue elegida portavoz del grupo parlamentario de Ciudadanos en el parlamento autonómico. Desde el 29 de julio de 2019 forma parte de la Ejecutiva Nacional de Ciudadanos. En enero de 2020 se convirtió en portavoz de Ciudadanos en Castilla-La Mancha, cargo posteriormente conocido como coordinador autonómico, ejerciendo de líder del partido en la región.
Es candidata en 2023 a la Presidencia de la Junta de Comunidades de Castilla-La Mancha y a la Alcaldía de Albacete.